# كريتورز أن باك
شركة كريتورز أن باك المحدودة (باليابانية: 株式会社クリエイターズインパック، بالروماجي: Kabushiki gaisha kurieitāzu in pakku) هو استوديو أنمي ياباني، تأسس في أبريل عام 2013، ويقع مقره في نانيوا-كو في أوساكا.

## أعمال الاستوديو

### مسلسلات أنمي تلفزيونية
- ميريتاري! (2015)[1]
- دانتشيغاي (2015)[2]
- هاكا دول ذا أنيميشن (2015)[3]
- أوجيسان آند مارشملو (2016)[4]
- أوزمافيا!! (2016)[5]
- بلود إيفوريس  [لغات أخرى]‏ (2016)[6]
- كيتارو شونن يوكاي إينيكي (2016)[7]
- السيد برنارد قالت. (2016)[8]
- إن تي آر : نيستيزو تراب (2017)[9]
- أوساكي وا فوفو ني ناتي كارا (2017)[10]
- تاتشيباناكان تو لاي أنجيل (2018 بالتعاون مع استوديو لينغز)[11]
- رينشي!! إيكودا - تشان (2019 الحلقة 2، 5)

### أوفا أنمي
- أتس ماي لايف (2019)[12]

### أونا أنمي
- غود إيتير ريسو نانتوكا غيكيجو (2018 بالتعاون مع باسيون)[13]
- ماسوندي هيرايتي (2018)[14]

## وصلات خارجية
- الموقع الرسمي باللغة اليابانية